# Christoph Bernoulli
Christoph Bernoulli (* 15. Mai 1782 in Basel; † 6. Februar 1863 ebenda) war ein Schweizer Naturforscher und Wirtschaftswissenschaftler aus der Gelehrtenfamilie Bernoulli.

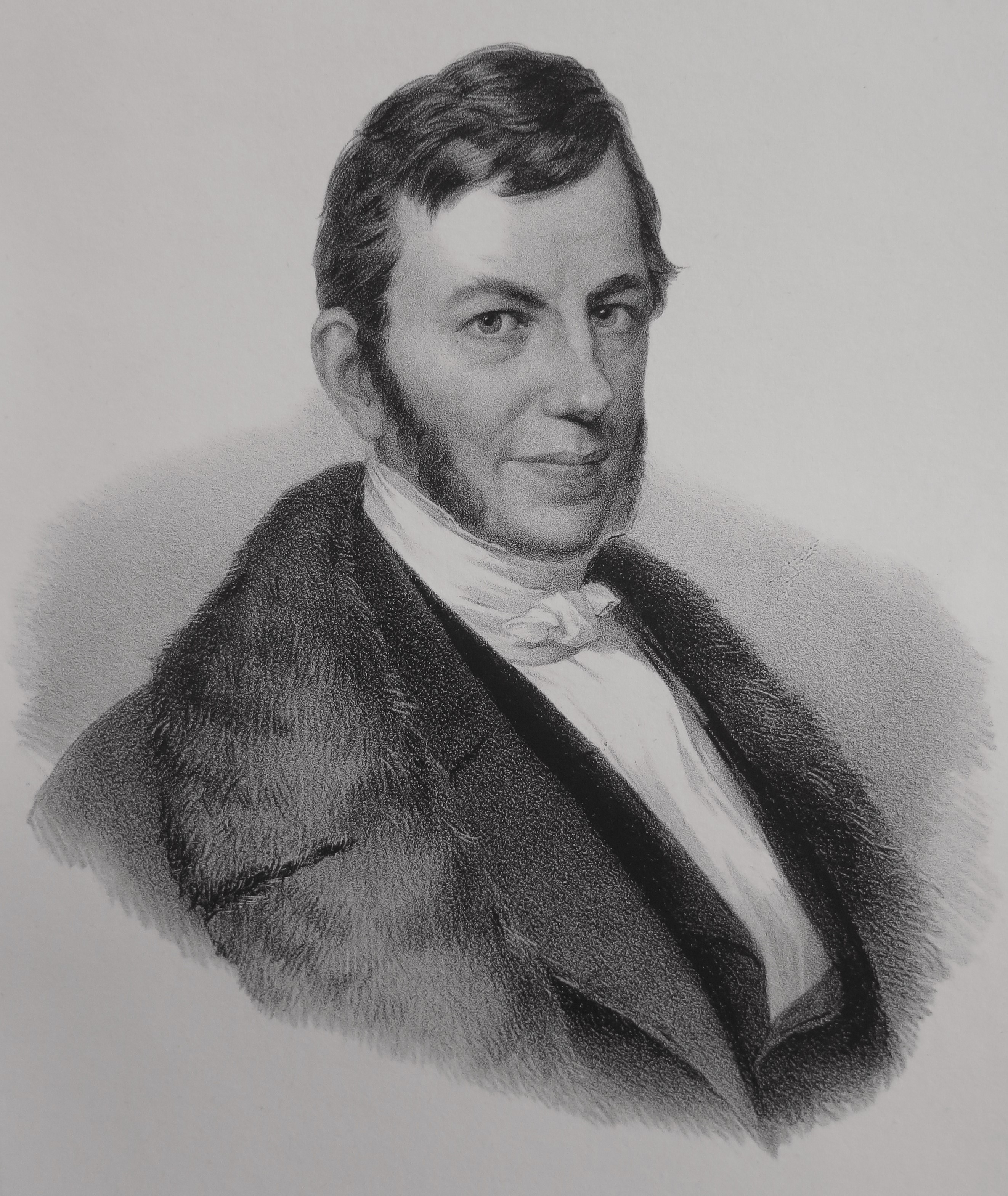
Christoph Bernoulli

## Leben
Bernoulli war der Sohn des Verwaltungsbeamten und Professor der Eloquenz Daniel II Bernoulli (1751–1834) und seiner Ehefrau Maria Magdalena Burckhardt.
Trotz seiner konservativen Schulbildung und Erziehung begeisterte sich Bernoulli schon früh für die Ideen der französischen Revolution. Er studierte Naturwissenschaften an der Universität Göttingen und schloss dieses Studium 1803 erfolgreich mit einer Promotion ab. Anschließend wirkte er als Lehrer am Pädagogium in Halle. Hier hatte der Gründer August Hermann Francke 1694 den Grundstein für eine der modernsten Schulen seiner Zeit gelegt. Für ungefähr zehn Schüler war ein Lehrer zuständig und die Naturwissenschaften hatten erheblichen Stellenwert.
Später wechselte Bernoulli an die Kantonsschule in Aarau und ließ sich 1805 wieder in Basel nieder. Gerade seine beruflichen Erfahrungen aus seiner Zeit am Pädagogium bestärkten Bernoulli in seiner liberalen Einstellung und er gründete 1806 in Basel eine private Schule. Dieses Philotechnische Institut war dem Pädagogium ähnlich aufgebaut und wurde von Bernoulli bis 1817 geleitet.
1808 heiratete Bernoulli in Basel Catharina Salome Paravicini. Mit ihr hatte er neun Kinder.
1818 betraute man Bernoulli mit einem Lehrstuhl für Naturgeschichte an der Universität Basel und 1835 berief man ihn dort zum Professor für industrielle Wissenschaften. Als solcher warb er zeit seines Lebens für die Technisierung der Welt und die Modernisierung der Gesellschaft.
1851 starb seine Ehefrau. Er überlebte sie um 12 Jahre. Christoph Bernoulli starb im Alter von 80 Jahren am 6. Februar 1863 in Basel.

## Werke
- Ueber das Leuchten des Meeres, mit besondrer Hinsicht auf das Leuchten thierischer Körper. Göttingen, 1803 (Dissertation)

Ueber die Vorzüge, 1827 (Milano, Fondazione Mansutti)

- Geognostische Uebersicht der Schweiz nebst einem systematischen Verzeichnisse aller in diesem Lande vorkommenden Mineralkörper und deren Fundörter. 1811. (Digitalisat)
- Über den Nachtheiligen Einfluß der Zunftverfassung auf die Industrie. 1822 (Digitalisat)
- Baumwollspinnerei, 1829.
- Vademecum des Mechanikers. 1829–1830. (Digitalisat der Ausgabe 1836)
- Anfangsgründe der Dampfmaschinenlehre. 1833.
- Handbuch der Dampfmaschinen-Lehre. Stuttgart/Tübingen 1833. (Digitalisat)
- Handbuch der Populationistik. 1841. (Digitalisat)
- Neuere Ergebnisse der Bevölkerungsstatistik. 1843. (Digitalisat)